# 茨城県道265号磯崎港線

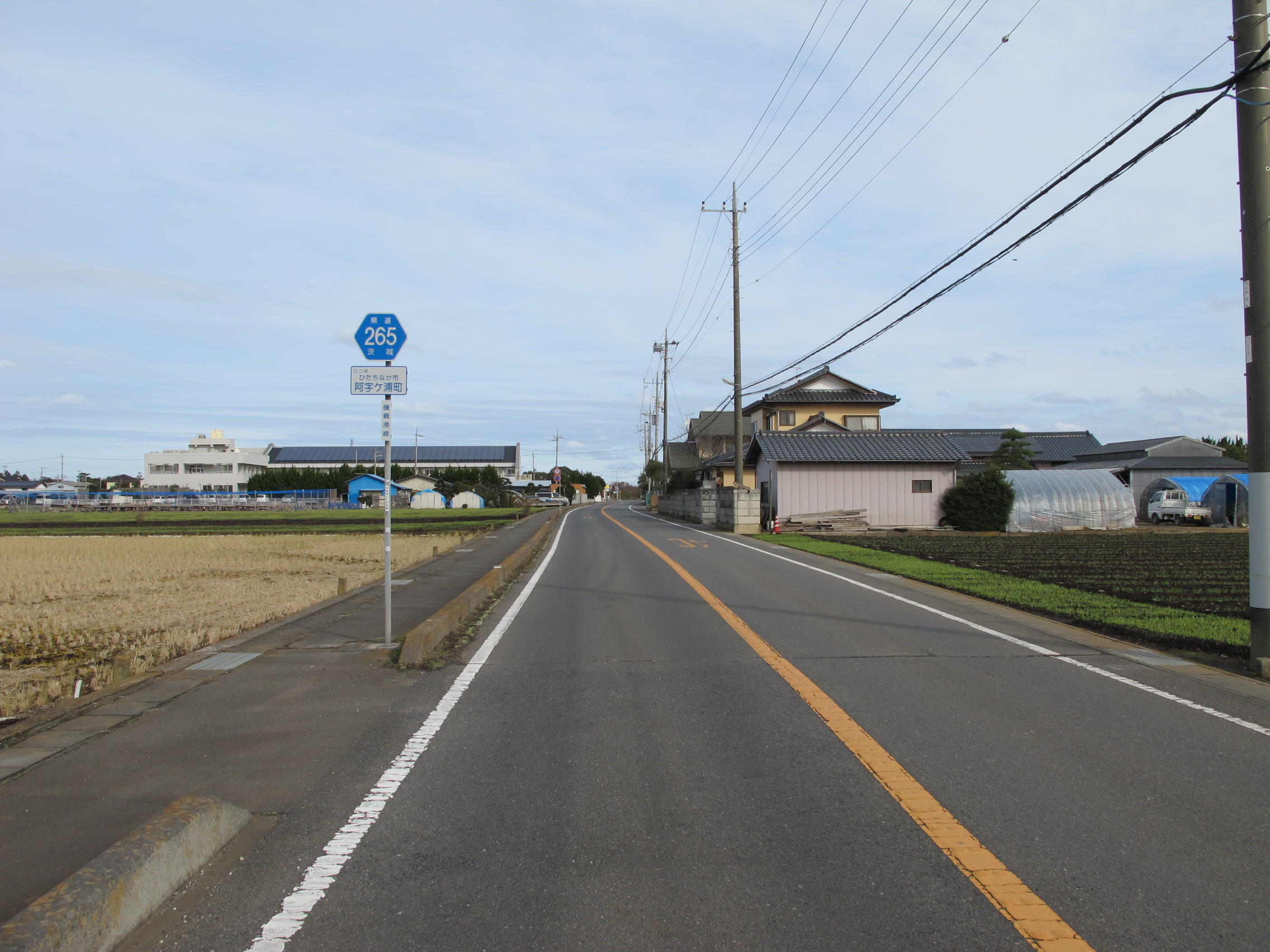
茨城県道265号磯崎港線
ひたちなか市阿字ヶ浦町（2012年12月）

茨城県道265号磯崎港線（いばらきけんどう265ごう いそざきこうせん）は、茨城県ひたちなか市内の一般県道である。

## 概要
- 起点：茨城県ひたちなか市磯崎町（茨城県道6号水戸那珂湊線交点）
- 終点：茨城県ひたちなか市部田野3225番10地先（国道245号交点＝部田野交差点）[1]
- 総延長：5.550 km[2]
- 重用延長：なし[2]
- 未供用延長：なし[2]
- 実延長：5.550 km[2]
- 自動車交通不能区間延長[注釈 1]：なし[2]

## 歴史
1959年（昭和34年）10月14日、新たな県道として那珂湊市磯崎町磯崎港を起点とし、二級国道水戸日立線（旧国道245号の旧道、現在は県道那珂湊大洗線にあたる）交点を終点とする区間を本路線とする県道磯崎港線として茨城県が県道路線認定した。
1995年（平成7年）に整理番号265となり現在に至る。

### 年表
- 1944年（昭和19年）6月14日：現在の路線の前身である磯崎水戸飛行場線が路線認定される。[3]
- 1959年（昭和34年）10月14日
  - 現在の路線が路線認定される（図面対照番号178）[4]。
  - 道路の区域は、那珂湊市磯崎町の磯崎港から那珂湊市部田野町の二級国道水戸日立線（旧国道245号）交点までと決定された[5]。
- 1964年（昭和39年）7月3日：車両制限令第5条1項[注釈 2]に基づく指定（路線対象番号178 磯崎港線：水戸日立線分岐点 - 中根平磯磯崎線交点）を受ける[6]。
- 1989年（平成元年）11月2日：那珂湊市阿字ヶ浦町 - 同市大字西十三奉行（十三奉行交差点）までのバイパス道路（1.533km）を新設する道路区域決定[7]。
- 1989年（平成元年）12月4日：那珂湊市の十三奉行交差点 - 部田野交差点間を4車線化する道路区域決定[1]。
- 1990年（平成2年）9月6日：那珂湊市阿字ケ浦町地内の新道の一部を供用開始[8]。
- 1995年（平成7年）3月30日：整理番号235から現在の番号（整理番号265）に変更される[9]。
- 2001年（平成13年）3月1日：ひたちなか市阿字ケ浦町 - 同市西十三奉行の区間が、通行する車両の最大重量限度25トンの道路に指定される[10]。

## 路線状況
道路法の規定に基づき、ひたちなか市磯崎町（主要地方道水戸那珂湊線） - 同市西十三奉行（西十三奉行交差点）間は、緊急輸送道路として機能を維持するため、災害発生時の被害拡大防止を目的に道路用地内に電柱を建てることが制限されている。

### 重複区間
- 茨城県道108号那珂湊大洗線（ひたちなか市西十三奉行・十三奉行交差点 - 同市部田野・部田野交差点：1.253 km）[1]

## 地理

### 通過する自治体
- ひたちなか市

### 交差する道路
なし

### 沿線
- ひたちなか海浜鉄道湊線阿字ヶ浦駅